# Imine

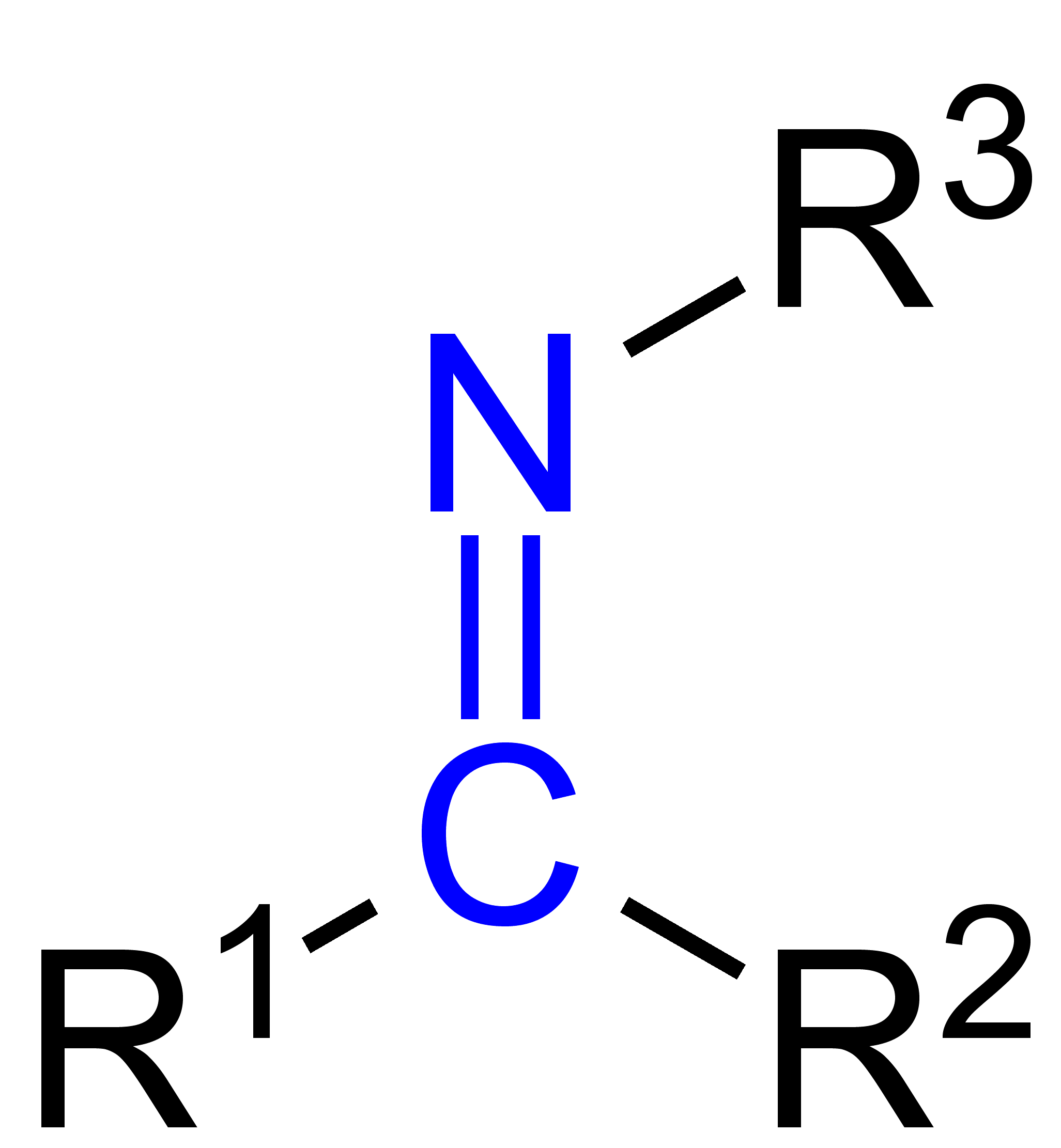
Strukturformel eines Imins mit blau markierter Imino-Gruppe.

Imine sind Derivate von Aldehyden oder Ketonen, welche durch Kondensation mit Aminen entstehen. Imine sind Verbindungen, bei denen das Sauerstoff-Atom des Aldehyds oder Ketons  formal durch ein Stickstoff-Atom ersetzt ist. Das Stickstoff-Atom trägt zudem noch ein Wasserstoff-Atom oder einen organischen Rest R3; im letzteren Fall spricht man auch von einem Azomethin oder einer Schiffschen Base, benannt nach Hugo Schiff (1834–1915), dem deutsch-italienischen Chemiker und Entdecker dieser Stoffklasse.
Der strukturelle Aufbau ist also R1R2C=NR3. R1, R2 und R3 können unterschiedliche oder gleiche Reste sein, auch Wasserstoffatome. Aldimine (R1 oder/und R2 = H) sind N-Analoga von Aldehyden und Ketimine (R1 und R2 = Organylrest, z. B. Alkyl- oder Arylrest, R3 = H) N-Analoga von Ketonen.
Ebenfalls als Imine wurden (vor allem in der älteren Literatur) heterocyclische Amine wie beispielsweise Piperidin (Pentamethylenimin) bezeichnet. Heute ist diese Bezeichnung jedoch unzulässig, da echte Imine das Vorhandensein der typischen Imin-Doppelbindungen aufweisen.

## Eigenschaften
Imine sind weniger basisch als entsprechende Amine, da das freie Elektronenpaar des sp2-hybridisierten Stickstoffs schlechter für die Anlagerung eines Protons verfügbar ist. Bei geeigneter Substitution unterliegen Imine der Imin-Enamin-Tautomerie.

## Herstellung
Imine werden aus primären Aminen mit Aldehyden oder Ketonen gebildet; als Zwischenstufe entstehen Halbaminale, die Analoga der Halbacetale.
Die Reaktion erfolgt durch eine nukleophile Addition zwischen einer Carbonylverbindung und einem primären Amin. Über ein Zwitterion, das nun ein positiv geladenes Stickstoff- und ein negativ geladenes Sauerstoff-Atom besitzt, wird ein instabiles Halbaminal gebildet. In drei weiteren Schritten wird zunächst ein Proton (protoniert) am Sauerstoff angelagert, und der Sauerstoff erhält eine positive Ladung. Nach der Entfernung von Wasser am Kohlenstoff und des letzten Wasserstoffatoms am Stickstoff ist ein Azomethin entstanden. Analog verläuft auch die Bildung von Enaminen.
Durch die Asinger-Reaktion entstehen heterocyclische Imine (z. B. 3-Thiazoline) mit einer C=N-Doppelbindung als Teil eines fünfgliedrigen Ringsystems.

## Verwendung
Bei einigen Mehrkomponentenreaktionen (z. B. Strecker-Synthese, Ugi-Reaktion) zur Herstellung von Aminosäuren oder Aminosäure-Derivaten treten Imine als Zwischenprodukte auf oder werden als Edukte benutzt. Vom BINOL abgeleitete Heterobimetallkatalysatoren werden in der enantioselektiven Addition von Phosphornukleophilen an Imine eingesetzt.